# 愛上壞女孩
《愛上壞女孩》（法語：Naissance des pieuvres）是2007年導演瑟琳·席安瑪首度執導的青少年成長電影。
榮獲2007年首部作之路易德呂克獎及卡堡電影節的青年獎

## 劇情
在巴黎郊區三位正值15歲的少女探索關於友情、愛情之間模糊的界定，及青春期性啟蒙的過程。

## 演員
Pauline Acquart飾演 Marie
Louise Blachère飾演 Anne
阿黛兒·艾奈爾(Adèle Haenel)飾演 Floriane